# Chen Ting
Chen Ting (chiń.  陈婷; ur. 28 sierpnia 1997) – chińska lekkoatletka specjalizująca się w trójskoku.
W 2016 zdobyła złoty medal podczas mistrzostw świata juniorów w Bydgoszczy.
Rekordy życiowe: stadion – 13,85 (23 lipca 2016, Bydgoszcz); hala – 13,83 (24 lutego 2017, Nankin).

## Osiągnięcia
| Rok  | Impreza                     | Miejsce   | Lokata     | Wynik |
| ---- | --------------------------- | --------- | ---------- | ----- |
| 2016 | Mistrzostwa świata juniorów | Bydgoszcz | 1. miejsce | 13,85 |